# زیردریایی کلاس اسکار
زیردریایی کلاس اسکار (به انگلیسی: Oscar-class submarine)، یک کلاس زیردریایی به طول ۱۵۵ متر (۵۰۸ فوت ۶ اینچ) است.